# Mauricio Pochettino
Mauricio Roberto Pochettino  (født 2. marts 1972 i Murphy) er en argentinsk tidligere fodboldspiller og har tidligere været fodboldtræner for bl.a. Tottenham Hotspur F.C. Southampton, og Espanyol. Han har senest været fodboldtræner for franske PSG (Paris Saint-German F.C.) fra 2021-2022 efter at have været arbejdsløs i over et år siden sin fyring fra Tottenham Hotspurs.